# Dritö
Dritö Dzong, Chinees: Zhidoi Xian is een arrondissement in de Tibetaanse autonome prefectuur Yushu in de provincie Qinghai in China. De hoofdstad is Gyelje Phdrang Ke.
Het heeft een oppervlakte van 66.667 km² en in 1999 telde het 22.854 inwoners. De gemiddelde jaarlijkse temperatuur is 1,8 °C en jaarlijks valt er gemiddeld 421,2 mm neerslag.